# Ayaviri (Melgar)
Ayaviri (fundada como San Francisco de Ayaviri) es una ciudad peruana, capital del distrito homónimo y de la provincia de Melgar, ubicada en el departamento de Puno. Tenía aproximadamente 25 057 hab. en 2017.

## Toponimia
El nombre de esta área urbana deriva de la expresión fraseal quechua aya wiri que significa lazo del cadáver.

## Historia

### Época pre-inca
Excavaciones no profesionales apuntan a la ocupación de pobladores de Maucallacta en Ñuñoa, Umachiri y Macari, así como en la necrópolis de Tinajani en Ayaviri. Los vestigios arqueológicos de Chijnarapi, en Orurillo, incluyen una necrópolis, petroglifos, andenerías y trazos de una población.
El dr. Walter Tapia asegura que la antigüedad de Ayaviri es de 10 000 años, datación corroborada por los trabajos realizados por Sergio Chávez y la Dra. Karen Mohr en Q'elloq'aq'a, con instrumentos líticos muy tempranos recogidos allí y analizados en laboratorios de EE. UU. Tapia también ha enumerado las culturas que han existido en la zona de Ayaviri: Caluyo, Pucará, Tiahuanaco y los reinos altiplánicos collas.
Los estudios realizados por Jorge Calero y Mildred Fernández presentan un cuadro cronológico de ocupación de diferentes culturas.
(Fuente J. Calero: Revista Vocero Melgarino).

### Época inca
Según los Comentarios Reales de los Incas del Inca Garcilaso de la Vega (Capítulo XVIII, página 81, Ediciones de la U. N. del Cuzco), la irreductible nación Ayaviri prosiguiendo el plan de conquista de su antecesor, fue sometida por Lloque Yupanqui, sólo después de una tenaz y sangrienta resistencia por parte de los ayaviris. No le valieron al inca, razones ni promesas, que bastaron para someter a otras tribus. De allí que se viera obligado a rendirlos por el poder de las armas. La pelea final fue feroz y quedaron en el campo de la batalla, muchos muertos y heridos por ambos bandos. El inca tuvo clemencia y no degolló a los vencidos, pero la brava nación ayaviri quedó sometida al Tahuantinsuyo.

#### Leyenda
(Que trata, que cuando el Inca Lloque Yupanqui, emprendió la conquista del Collao, encontró la feroz resistencia de la tribu ayaviri, cuyos defensores, parapetados en el pucara natural del cerro Colqueparque, trabaron un singular combate con las huestes del Inca, quien después de varios días de ofensiva frustrada, exasperado conjuró el poder sobrenatural del dios solar Inti operándose el milagro de que, agigantándose hercúleamente y desde la dilatada pampa de Cahuasiri, lanzase un huaracazo tan formidable que corto por su base el pináculo del cerro, el mismo que en semicírculo, fue a parar ante la aterrada mirada de los ayaviris, a un lugar denominado Antraimarca, roque piramidal, que como si quisiera ser un curioso testimonio de la odisea de la mitología incaica , hoy se destaca en medio de los cerros al Suroeste de la población, con su característica piedra rojiza e inclusive con sus vestigios de aguas termales.
Para Sarmiento de Gamboa, fue Pachacútec (1430), el verdadero conquistador de los collas, aseverando que repobló comarcas entre ellas Ayaviri.
Ayaviri fue ciudad de importancia, lo que comprueba un hermoso templo al Sol construido sobre su huaca más importante, ubicado en las faldas del apu tutelar Colqueparque.
Desde el punto de vista geográfico Ayaviri siempre ha sido considerada población estratégica para todas las civilizaciones, por ser paso obligado de caminantes del Cuzco hacia la parte del sur del continente o viceversa, por lo que de todas formas debería estar bajo el dominio de la civilización que hegemonizaba.
Durante el Virreinato, después del periodo de los extirpadores de idolatrías, sobre los cimientos del Templo del Sol, se levantó la catedral de San Francisco de Asís de Ayaviri.

### Época de la conquista
De acuerdo a las crónicas, aunque sin ser explícitas en relación con los pueblos de las provincias, tanto de Cieza de León, como del licenciado Polo de Ondegardo, Sarmiento de Gamboa y otros, los distritos que hoy la provincia por su estratégica posición geográfica, fueron el paso obligatorio de los conquistadores, requiriéndose con tal fin sobre todo en Ayaviri y Santa Rosa, el establecimiento de tambos con aprovisionamiento de alimento y vituallas, así es que se registra por Ayaviri, el paso de Almagro en 1534 rumbo a Chile; el de Francisco Pizarro y sus huestes en 1539 al Cuzco; el de Per Enríquez Anzures de Camporredondo, encargado de la conquista de Inambari, y por Santa Rosa el paso obligado de exploradores y aventureros en pos del famoso “El Dorado”, así como los cateadores de las minas de Paititi.

### Época del virreinato

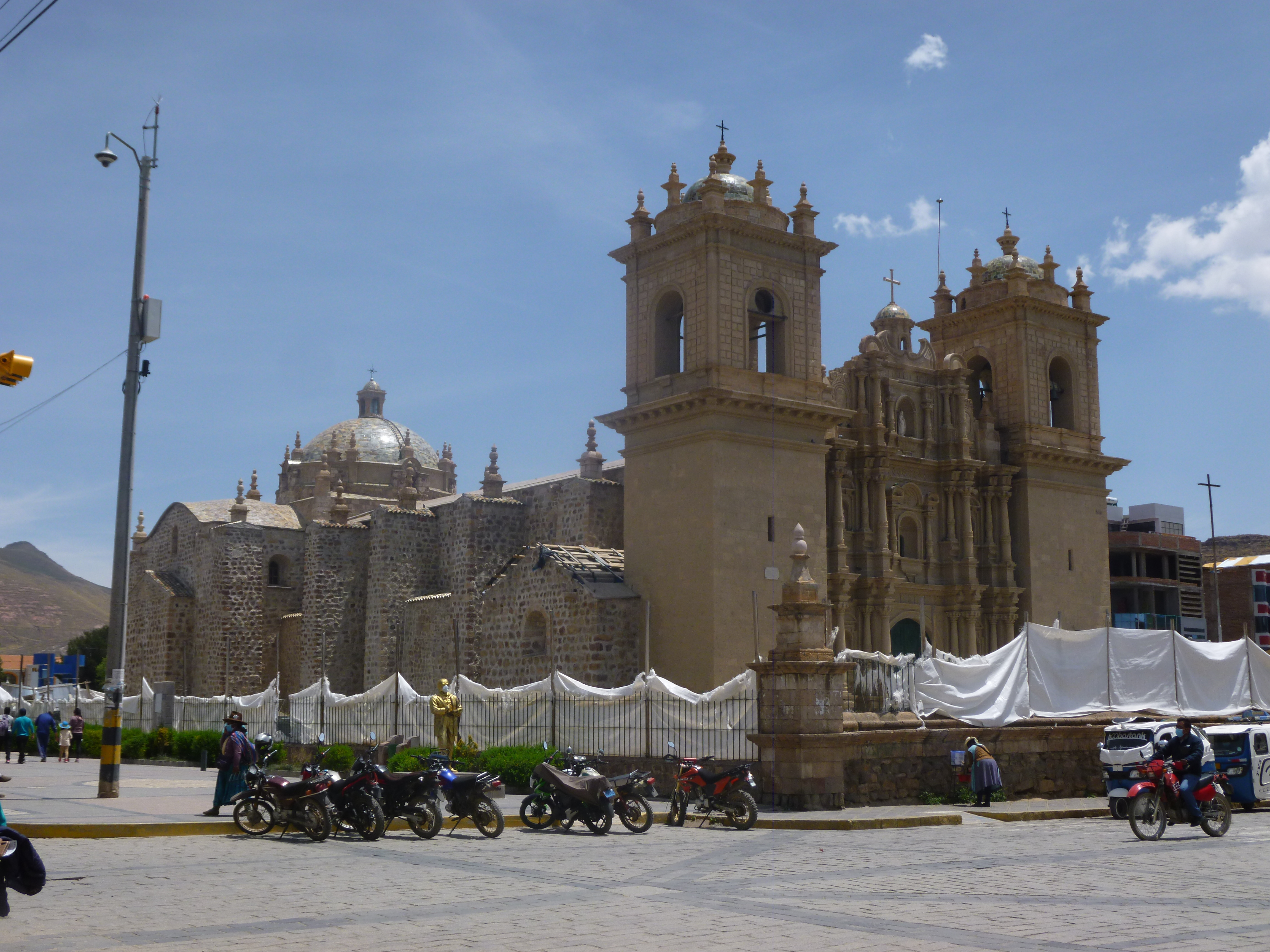
Iglesia de San Francisco de Asís de día.

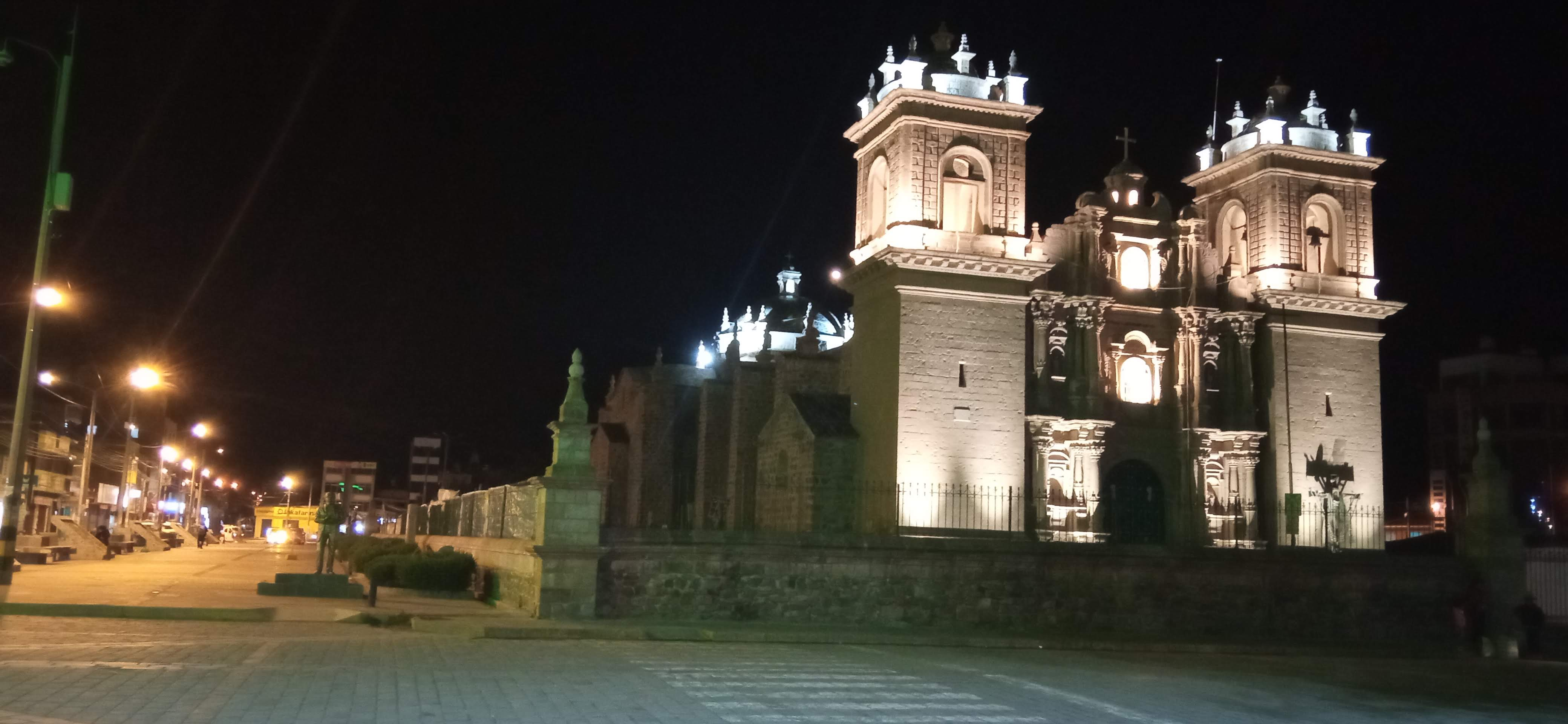
Iglesia de San Francisco de Asís con iluminación ornamental de noche.

Durante este largo y caótico periodo, la historia de la provincia de Melgar estuvo estrechamente ligada a la historia de la provincia de Lampa, ya que juntas conformaron un solo territorio que se mantuvo ochenta años en la República esto es, hasta 1901 en que se desmembró Lampa, para formar la provincia de Ayaviri, hoy, Melgar.
Cronológicamente, así tenemos que en:
1542.- Se crea el Virreinato del Perú, el mismo que comprende Sudamérica, con exclusión de Brasil y Venezuela, más Panamá en Centroamérica. Este estado territorial se mantiene desde el siglo XVI hasta principios del XVIII. Indudablemente, todo el Kollao y con él la Provincia de Melgar formó parte de él.
1569.- Este año el Virrey Don Francisco de Toledo, investido de facultades políticas y militares y por razones administrativas, divide el territorio en corregimientos, se subdividen en partidos, estos en obispados y estos en curatos.
1573.- Por Cédula Real del 26 de mayo de este año el Cuzco se divide par integrar las Audiencias de Lima, creada en 1542 y la de Charcas en 1551 comprendidas dentro de la jurisdicción Virreinal del Perú. La división del Cuzco, virtualmente fue momentánea, ya que ello originó una fuerte querella con la Audiencia de Lima, que se zanjó, con la creación de la Audiencia del Cuzco ese mismo año, pero ello no impidió que desde entonces, Ayaviri fuese el punto de partida de la de Charcas, con su categoría de primera Encomienda, al mando de Juan de Pancorvo.
1717.- Lampa que por entonces comprendía lo que hoy son las Provincias de Lampa, Melgar y San Román, políticamente está considerada, como uno de los 50 Corregimientos del Virreinato del Perú y Ayaviri es uno de sus curatos, con trece de ellos más, pasa a formar el obispado del Cuzco por razones del mejor servicio eclesiástico, mientras que en lo político continua perteneciendo a la audiencia de Charcas (Bolivia).
1776.- Se crea el Virreinato de Buenos Aires, al cual se le anexa la Audiencia de Charcas.
1777.- Es así Ayaviri, como parte de Lampa dejando de ser del Perú, perteneció a este virreinato, aunque en lo eclesiástico, sigue dependiendo del Cuzco, por Real Cédula de 27 de octubre de 1777.
1782.- Bajo el Gobierno del Virrey Don Agustín de Jáuregui (1780-84) como consecuencia de la revolución de Túpac Amaru, se suprimen los Corregimientos y se crean siete Intendencias: Trujillo, Tarma, Lima, Huamanga, Huancavelica, Cuzco y Arequipa.
1784.- Por fallecimiento del Virrey Jáuregui, Teodoro de Croix, es el virrey que con fecha 7 de julio de 1784, decreta el cúmplase a la división del Virreinato del Perú en 7 intendencias, subdivididas en partidos o subdelegaciones.
1785.- Mas como imperiosa necesidad administrativa, este año se crea la intendencia de Puno, que suma la octava pero es de advertir que Lampa, Azángaro y Carabaya, siguen formando parte de la Audiencia de Charcas, hasta.
1796.- Que por cédula de 10 de febrero de este año, las tres provincias son recuperadas del Virreinato del Perú, de tal suerte que Ayaviri como curato de Lampa y esta con su categoría de Partido, pasa a formar la intendencia de Puno.

### Época de la emancipación

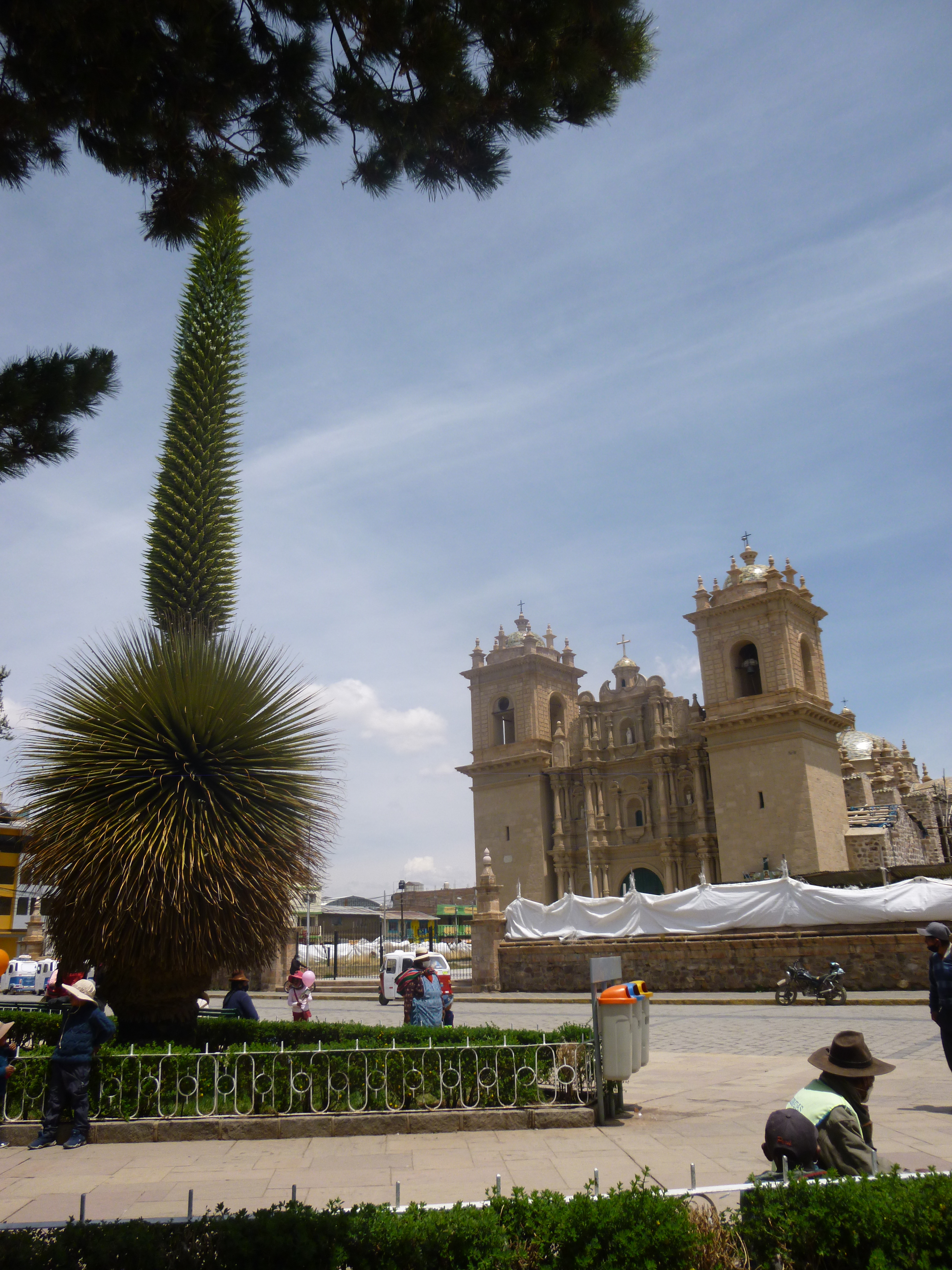
Una puya de Raimondi en la plaza Mayor.

1780.- Lampa, en sus dos zonas alta y baja como todos los pueblos del altiplano cierran filas y aprestan a la lucha ente el grito revolucionario del gran rebelde Indio Túpac Amaru que por un momento hizo temblar el despótico poder español, cuando después de su célebre pronunciamiento en Tinta, marchó con su ejército hacia el Kollao, con el propósito fatalmente frustrado, de ponerse en contacto con los Katari del Alto Perú, que también se habían sublevado, pero a su paso fue repartiendo su encendida consiga libertaria. Es así como entró triunfalmente al pueblo de Ayaviri el 6 y a Lampa el 9 de diciembre de ese mismo año y que por tal hecho, develado que fue el movimiento_; Ayaviri recibió un brazo de uno de los hijos y el distrito de Santa Rosa, una pierna del propio Túpac Amaru, en señal de feroz escarmiento para los rebeldes.
1814.- Luego en 1814, alerta siempre a las grandes causas por la libertad, impávido vuelve a ofrecer su tributo de sangre, en el intento emancipador, de ese otro gran caudillo indio el Brigadier Don Mateo Pumakawa, acción en que la marcha, Mariano Melgar, el gran patriota y poeta arequipeño, fue fusilado en Umachiri, en el mismo campo de batalla el 15 de marzo de 1815, junto con el Coronel Dianderas y otros patriotas, y cuyos despojos, según una biografía que incide con la versión popular que con el tiempo se va perdiendo , fueron recogidos del campo de batalla, posiblemente por correligionarios suyos y trasladados a la parroquia de Ayaviri, se sepultándolos en el interior de su templo colonial, en espera de que fuera reclamado por los suyos, pero solo después de 18 años, o sea, en 1833, se sabe que el general Juan José Salas, a la sazón, prefecto de Arequipa en ese entonces, en su deseo de inaugurar debidamente el cementerio de la Apacheta envió una comisión , presidida por el Teniente de Ejército Gonzales Taramona, a recoger los restos mortales de su preclaro hijo, Mariano Melgar mas la noticia amotinó al pueblo que en masa acudió a impedirlo, haciendo la protesta ronca y amenazadora. Pese a sus razones persuasivas, Gonzales Taramona, por un momento corrió el riesgo de ser linchado, mas este oficial cumplía órdenes superiores e indudablemente tuvieron que ser el Párroco y el gobernador del distrito los que poniendo en juego toda su influencia, convenciesen al pueblo de Ayaviri, para que dejara trasladar las cenizas del héroe, a su tierra natal, que al recuperarlas anhelaba tributarles todo su rendido y justo homenaje , con un programa cívico que sin lugar a duda, hizo época en sus anales.
Y es aquí donde precisa remarcar, la versión importantísima, de que solo fue una parte de despojos de Melgar los que el pueblo de Ayaviri, permitió que el Comisionado se llevara a Arequipa, ya que solo tranzo, cuando este permitió que el resto se volviera a sepultar en el mismo Templo de San Francisco de Asís. Luego pues ello no impone una investigación a fondo, tanto en el archivo histórico de la Universidad, como en ele da la prefectura, del Consejo Provincial, y en las entidades de Arequipa a quienes corresponde hacerlas.

### Época republicana
Proclamada la Independencia del Perú en 1821, virtualmente la intendencia de Puno, sigue bajo el dominio español, hasta el 30 de diciembre de 1824 en que Puno proclama recién su independencia en acto solemne, esto es 21 días después de la batalla de Ayacucho, que consolida no solo la Independencia del Perú sino de América.
La Provincia Melgar (entonces parte alta de Lampa) tiene una destacada participación, tanto en la batalla de Junín como en la de Ayacucho y por ello, premiando su patriotismo y servicios distinguidos a causa de la emancipación, desde el 14 el Congreso de la República expide con fecha 3 de junio de 1828 la Ley denominado al pueblo de Ayaviri “Real Villa”. Posteriormente por ley de 3 de enero de 1979, al distrito de Orurillo y luego al de Santa Rosa por ley de 8 de octubre de 1913, se les otorga también el título de villa.

### La constitución de la provincia
Comprende dos fases beligerantes:
1814Primero por la división de la antigua y dilatada Lampa, para construir la nueva provincia de Ayaviri.
1815Segundo por el predominio de la capital de la Provincia con el Hermano distrito de Santa Rosa. En ambas causas, la lucha por política fue tenaz y apasionada.
La Creación de la Provincia de Ayaviri hoy Melgar
En síntesis apretada es la siguiente:
1823.- Instituida la República, por Ley de 12 de noviembre de este año, se ordena la demarcación política del Perú, en la que se hacen cambios sustanciales ya que las intendencias se transforman en departamentos, los partidos en provincias y las parroquias y muchos caseríos en distritos.
1824.- Jurada la independencia de Puno, la Provincia de Lampa, resultó una de las más extensas y por lo tanto difícil para los efectos de la administración. Pues comprendía lo que hoy son las provincias de Lampa, Melgar y San Román con 10888Km, cuadrados de extensión (decreto supremo de R. Castilla). Lógicamente para los pueblos que conformaban la parte alta de Lampa, esta situación era negativa para su progreso y es entonces cuando se hace clamorosa la división en la provincia.
Así es como:
1838.- El ilustre Ayavireño Don Rufino Macedo, diputado por Lampa en ese entonces presentó un proyecto de ley, propugnando la división de la provincia el mismo que fue francamente apoyado por el Gran Mariscal Don Andrés de Santa Cruz, Presidente de la Confederación Perú-Boliviana, al extremo de que dictatoríamente decretó la división de Lampa contribuyendo la de Ayaviri, pero desgraciadamente cayó la confederación y con ella la causa de la nueva provincia, volvió a su statu quo.
1868.- A su vez Don Hipólito Valdez y Don Augusto Pastor Diputados por Lampa y beneméritos hijos de las provincia, vuelven a presentar el proyecto en su cámara., esta vez debidamente fundamentado. Pues Ayaviri y todos los distritos de la parte alta de Lampa eran pueblo pauperizados por su aislamiento y por el olvido del gobierno central.
1888.- Como un caso suigeneris, se registra el hecho, de que el Dr., Isacc Deza B. también Diputado por la Provincia de Lampa y ayavireño de origen; ante una tenaz oposición de Lampa, para la división, presentó un proyecto de ley, para que se traslade la Capital de la Provincia a Ayaviri.
1891.- Don Gabino Pacheco Zegura, ayavireño de relevantes méritos intelectuales y de prestigio internacional, siendo diputado por la Provincia y con la Colaboración del Diputado Don José María Lizares, vuelve a presentar frente la cámara un nuevo proyecto reactualizado la causa de la división de la Provincia el mismo que merece la atención de la Sociedad Geográfica de Lima.
1985.- Don Felipe Santiago Castro, joven Diputado Ayavireño, se hace cargo del proyecto ampliamente elaborado y fundamentado.
1901.- Por fin como corolario de una tan larga lucha el 14 de octubre de 1901, la cámara de diputados, aprueba sin debate la ley que crea la Provincia de Ayaviri, constituida por la denominada hasta entonces Lampa-alta comprendiendo por sus nueve distritos.
El presidente de la República de ese entonces, Don Eduardo de Romaña se niega a promulgar la ley y es entonces cuando el congreso de la República, haciendo uso de sus atribuciones, la promulga el 25 de octubre de 1901, bajo la Presidencia de Mariano H. Cornejo, entonces Senador por el departamento de Puno, pero solo el 25 de diciembre del mismo año se inaugura la Provincia en medio de un júbilo indescriptible, obteniendo así, su triunfo más rotundo.

### Creación de la provincia de AYAVIRI hoy MELGAR
En 1901 - Por fin como corolario de tan larga lucha, el 8, 9 y 10 de octubre de 1901, a cámara de Senadores, aprueba previo debate de Ley la creación de la Provincia de Ayaviri, constituida por la denominada hasta entonces “Lampo- Alta” comprendiendo en su división política nueve distritos. Orurillo, Santa Rosa. Nuñoa, Cupi, Llalli, Umachiri, Macan y Ayaviri, como la Capital de a Provincia. La viceparroquia de Antauta, fue separada de la Parroquia de Orurillo y constituida en el noveno Distrito de la Provincia, de Ayaviri. Defendieron el proyecto el Ing. Joaquín Capelo y el Dr. Juan Antonio Trelles.

#### División política
1 K`apaq Jank`o
2 Umasuyo Bajo
3 Pacobamba Alto
4 Condorimilla Alto
5 San Luis
6 Pirwani
7 Umasuyo Alto
8 Pacobamba Bajo
9 Condorimilla Bajo
10 Sunimarca
11 Chiaramarca

## Ubicación
Ayaviri es una capital provincial, dentro de la jurisdicción de la Provincia de Melgar, en el Departamento de Puno, Perú. Se ubica en la región Suni, según la clasificación de Pulgar Vidal.
Su área urbana abarca gran parte del valle del río del mismo nombre distribuida de manera uniforme.
Podemos hallar en sus zonas circundantes, los siguientes poblados:
| Noroeste: Santa Rosa | Norte: Orurillo | Noreste: Antauta                   |
| Oeste: Llalli        |                 | Este: Tirapata                     |
| Suroeste Umachiri    | Sur: Pucará     | Sureste: José Domingo Choquehuanca |

El relieve de la ciudad es plano y ondulado, con ligeras elevaciones.

## Clima
| Parámetros climáticos promedio de Ayaviri | Parámetros climáticos promedio de Ayaviri | Parámetros climáticos promedio de Ayaviri | Parámetros climáticos promedio de Ayaviri | Parámetros climáticos promedio de Ayaviri | Parámetros climáticos promedio de Ayaviri | Parámetros climáticos promedio de Ayaviri | Parámetros climáticos promedio de Ayaviri | Parámetros climáticos promedio de Ayaviri | Parámetros climáticos promedio de Ayaviri | Parámetros climáticos promedio de Ayaviri | Parámetros climáticos promedio de Ayaviri | Parámetros climáticos promedio de Ayaviri | Parámetros climáticos promedio de Ayaviri |
| Mes                                       | Ene.                                      | Feb.                                      | Mar.                                      | Abr.                                      | May.                                      | Jun.                                      | Jul.                                      | Ago.                                      | Sep.                                      | Oct.                                      | Nov.                                      | Dic.                                      | Anual                                     |
| ----------------------------------------- | ----------------------------------------- | ----------------------------------------- | ----------------------------------------- | ----------------------------------------- | ----------------------------------------- | ----------------------------------------- | ----------------------------------------- | ----------------------------------------- | ----------------------------------------- | ----------------------------------------- | ----------------------------------------- | ----------------------------------------- | ----------------------------------------- |
| Temp. máx. media (°C)                     | 17.4                                      | 16.9                                      | 16.9                                      | 17                                        | 16.9                                      | 16.4                                      | 16.1                                      | 17.3                                      | 17.8                                      | 18.9                                      | 19.1                                      | 17.3                                      | 17.3                                      |
| Temp. media (°C)                          | 9.7                                       | 9.6                                       | 9.3                                       | 8                                         | 6                                         | 3.3                                       | 3                                         | 4.5                                       | 7.2                                       | 8.5                                       | 8.8                                       | 9.4                                       | 7.3                                       |
| Temp. mín. media (°C)                     | 2                                         | 2.3                                       | 1.7                                       | -1                                        | -4.8                                      | -9.7                                      | -10.1                                     | -8.3                                      | -3.3                                      | -1.8                                      | -1.4                                      | 1.6                                       | -2.7                                      |
| Fuente: climate-data.org                  |                                           |                                           |                                           |                                           |                                           |                                           |                                           |                                           |                                           |                                           |                                           |                                           |                                           |

## Gastronomía

### Cancacho ayavireño
El cancacho es el plato principal de la gastronomía ayavireña. Consiste en carne de cordero macerada en una mezcla de ají panca, cerveza negra, pasta de ajos y comino cocida a la leña en hornos de ladrillos. Se suele acompañar de papas nativas y salsa de ají.

Vista panorámica de Ayaviri.